# Corné van Moorsel
Pour les articles homonymes, voir Moorsel.
Corné van Moorsel est un auteur de jeux de société
néerlandais.

## Ludographie
- Nasca, 1998, Cwali
- Oroen, 1998, Cwali / HiKu Spiele
- Isi, 1999, Cwali
- Titicaca, 2001, Cwali
- StreetSoccer, 2002, Cwali
- Logistico, 2003, Cwali
- Netzwerk, 2003, Jumbo
- O Zoo le mio, 2003, Zoch / Gigamic
- Typo, 2004, Cwali / University Games